# Daniella Rosas
Daniella Rosas Vega (Lima, 21 de enero de 2002), es una surfista profesional peruana que participa en la Qualifying Series de la WSL (World Surf League) en la categoría Open Damas.
Luego de quedarse con el tercer puesto en el Panamericano de surf en el 2018 y con el primer puesto en el QS 1000 Rip Curl Pro Argentina en el 2019, se convirtió en una de las principales cartas del Perú para los Juegos Panamericanos Lima 2019. En Lima 2019, Daniella logró quedarse con la medalla de oro, coronándose campeona panamericana, en un evento deportivo donde el surf participaba por primera vez.

## Palmarés internacional
| Juegos Panamericanos    | Juegos Panamericanos | Juegos Panamericanos | Juegos Panamericanos |
| Año                     | Lugar                | Medalla              | Prueba               |
| ----------------------- | -------------------- | -------------------- | -------------------- |
| 2019                    | Lima                 | Medalla de oro       | Open surf            |
| ISA World Surfing Games |                      |                      |                      |
| Año                     | Lugar                | Medalla              | Prueba               |
| 2023                    | Surf City            | Medalla de oro       | Equipo               |

## Biografía
Daniella Rosas nació el 21 de enero del 2002 en Lima. Estudió en el colegio Pedro Ruiz Gallo y desde que salió del colegio se ha dedicado a entrenar cada vez más. Actualmente, se dedica al surf a tiempo completo, debido a que se encuentra en una etapa donde lo puede llegar a desarrollar a su máximo nivel. Sin embargo, tiene la intención de estudiar economía o leyes posteriormente. 

## Trayectoria
Daniella se mudó a Máncora, debido a que su tío abrió un restaurante y las invitó a ella y a su madre a quedarse a vivir un tiempo ahí. Desde temprana edad había demostrado su interés por diversos deportes como natación, básquet, fútbol y taekwondo, deporte donde incluso fue campeona sudamericana a los 12 años. Sin embargo, el surf la atrapó desde muy pequeña, pues le generaba un sentimiento de retarse a sí misma que ningún otro deporte le daba.
Es así como poco a poco fue progresando en la tabla y obtuvo el apoyo de grandes especialistas en diferentes ámbitos como Vanna Pedraglio, para hacer un entrenamiento enfocado en lo que su cuerpo necesita desarrollar físicamente para el surf, Dante Nieri como su psicólogo, también, hizo artes marciales con Juan Carlos Kuan-Veng, con quienes adquirió diferentes habilidades y estrategias para poder desempeñarse de la mejor forma en cada una de sus competencias. Asimismo, Boz Wetsuits y Klimax Surfboards apostaron por ella y se convirtieron en sus primeros patrocinadores.
Daniella participa en campeonatos de surf desde que tiene aproximadamente 8 años. Tuvo como primer entrenador a Roberto Meza conocido también como Muelas, quien es un reconocido entrenador de surf en Perú. También, pasó por la academia de Sofía Mulanovich quien la preparó y le dio las herramientas necesarias para afrontar los campeonatos que se venían.
A sus cortos 15 años participó en el ISA World Surfing Games en el 2017, logrando quedarse en la 9° posición en su primer mundial de mayores, lo que demuestra que es una gran deportista y con metas claras sobre su camino profesional.
Por otro lado, estuvo un año completamente enfocada en su preparación previa a Lima 2019 donde entrenó continuamente junto a las demás chicas quienes representan al país en múltiples campeonatos. Sin embargo, Daniella fue más y logró su clasificación a los Juegos Panamericanos Lima 2019 luego de quedar tercera en los Juegos Panamericanos Claro Games 2018.
De esta manera, llega a la competición siendo la menor en su categoría, pero con toda la preparación que necesita para llevarse el oro. Finalmente, supo escoger bien sus olas y con una actuación impecable terminó coronándose campeona de los Juegos Panamericanos Lima 2019.
Con la medalla de oro obtenida en los Juegos Panamericanos 2019, Daniella tenía un cupo ganado para los Juegos Olímpicos de Tokio 2020. Este cupo tuvo que revalidarlo en el ISA World Surfing Games 2021, realizado en El Salvador. Logró el cuarto lugar en la competencia y se metía de manera directa. En Tokio 2020, ocupó el puesto 19, siendo esta la primera vez en la historia en la que el Surf pertenecía a unos Juegos Olímpicos.
Ese mismo año, participó en los Challenger Series (Circuito mundial de tabla donde se puede clasificar directamente al Championship Tour), gracias a que quedó entre las mejores surfistas latinoamericanas en la primera mitad del año. Ganando un QS en Salinas Ecuador. Compitió en 5 eventos alrededor del mundo y ocupó el puesto 44 del ranking. Lamentablemente, no logró clasificar al Championship Tour del año 2022. Sin embargo, siguió compitiendo, tanto en el Alas Pro Tour, en Lima Perú, donde se consagró campeona del evento en Punta Rocas, en el campeonato Nacional de tabla en Mancora “Copa Heliocare 2021” donde también ganó la medalla de oro y en el Festival surf de Saquarema ROXY Pro QS donde consiguió el segundo lugar.

## Palmarés

### Nacionales[1]
| Puesto | Campeonato                      | Categoría | Año  |
| ------ | ------------------------------- | --------- | ---- |
| 1°     | Circuito Nacional Fenta         | Sub. 16   | 2018 |
| 1°     | Circuito Nacional Fenta         | Sub. 18   | 2018 |
| 2°     | Circuito Kia Semillero de tabla | Sub. 16   | 2018 |
| 1°     | Circuito Nacional Fenta         | Sub. 16   | 2018 |
| 1°     | Circuito Nacional Fenta         | Sub. 18   | 2018 |
| 1°     | Circuito Nacional Fenta         | Open      | 2018 |
| 1°     | Copa Heliocare 2021             | Open      | 2021 |
| 2°     | Copa Gordo Barreda              | Open      | 2021 |
| 1°     | Alas Pro Tour Punta Rocas       | Open      | 2021 |

### Internacionales
| Puesto | Campeonato                                                 | Categoría      | Sede   | Año  |
| ------ | ---------------------------------------------------------- | -------------- | ------ | ---- |
| 2°     | Panamericanos de Surf                                      | Lima           | Open   | 2016 |
| 3°     | ALAS Latin Tour Esmeralda                                  | Esmeralda      | Junior | 2017 |
| 2°     | Kaos Surf Cadet Cup                                        | Australia      | Junior | 2017 |
| 1°     | Campeonato Latinoamericano de surf                         | Lima           | Open   | 2017 |
| 9°     | Mundial                                                    | Biarritz       | Open   | 2017 |
| 2°     | Sudamericano                                               | Talara         | Junior | 2018 |
| 3°     | Panamericanos de Surf                                      | Punta Rocas    | Open   | 2018 |
| 1°     | QS 1500 Rip Curl Pro                                       | Argentina      | Open   | 2019 |
| 1°     | Juegos Panamericanos Lima 2019                             | Lima           | Open   | 2019 |
| 5°     | Sisstrevolution Costa Central Pro                          | Australia      | Open   | 2020 |
| 4°     | ISA World Surfing Games                                    | El Salvador    | Open   | 2021 |
| 19°    | Juegos Olímpicos Tokio 2020                                | Japón          | Open   | 2021 |
| 25°    | US Open de Surf Huntington Beach presentado por Shiseido   | Estados Unidos | Open   | 2021 |
| 17°    | ROXY Pro Francia                                           | Francia        | Open   | 2021 |
| 33°    | Michelob ULTRA Oro Puro Haleiwa Challenger                 | Hawái          | Open   | 2021 |
| 49°    | MEO Vissla Pro Ericeira                                    | Portugal       | Open   | 2021 |
| 1°     | Corona Salinas Open presentado por Hyundai New Tucson 2022 | México         | Open   | 2021 |
| 2°     | Festival de surf de Saquarema ROXY Pro QS                  | Brasil         | Open   | 2021 |
| 1°     | Layback Pro QS 1000                                        | Brasil         | Open   | 2022 |
| 1°     | Rip Curl Pro Playa Grande                                  | Argentina      | Open   | 2022 |
| 3°     | Circuito Banco do Brasil                                   | Brasil         | Open   | 2022 |

## Reconocimientos
- Clasificó a los Challenger Series del año 2022
- Clasificó y participó en los Challenger Series del año 2021
- Fue uno de los 2 deportistas abanderados de la delegación peruana, en la inauguración de los Juegos Olímpicos Tokio 2020. El otro abanderado fue el también surfista Lucca Mesinas.
- Mejor Surfista 2019 en los Premios Hispanoamericanos de Surfing 2020
- Mejor Juvenil 2019 en los Premios Hispanoamericanos de Surfing 2020[10]
- Campeona Panamericana de Surf Lima 2019
- Embajadora Liga contra el cáncer en 2018
- Considerada una de las mejores deportistas del 2016